# تفسير الجلالين
تفسير الجَلالَيْن هو مختصر في تفسير للقرآن، من تأليف جلال الدين المحلَّى، وأكمله جلال الدين السيوطي. سعد بن طاهر الانصاري

## تعريف بالتفسير
ألف القسم الأول منه جلال الدين المحلي حيث بدأ بالتفسير من سورة الكهف حتى سورة الناس إضافة إلى سورة الفاتحة، وتوفي المحلي سنة 864 هـ قبل أن يكمل باقي التفسير، فأتمه بعد وفاته السيوطي، فابتدأ بتفسير سورة البقرة حتى آخر سورة الإسراء، ومن هنا جاء اسمه «تفسير الجلالين».
وبدأ السيوطي بتكملة التفسير في مستهل شهر رمضان سنة 870 هـ وانتهى منه في العاشر من شوال من نفس السنة.
وكان المحلي في تفسيره يميل إلى الاختصار الشديد، وقد نهج السيوطي هذا النهج، حيث قال في مقدمته للتفسير أنه يميل إلى «تعبير وجيز، وترك التطويل بذكر أقوال غير مرضية، وأعاريب محلها كتب العربية.» حتى لقد ذكر صاحب كشف الظنون عن بعض علماء اليمن أنه قال «عددت حروف القرآن وتفسيره للجلالين فوجدتهما متساويين إلى سورة المزمل ومن سورة المدثر التفسير زائد على القرآن فعلى هذا يجوز حمله بغير الوضوء.»

## حواش
اعتنى العلماء بهذا التفسير ووضعوا له عدد من الحواش والاستدراكات، منها:
- الفتوحات الإلهية بتوضيح تفسير الجلالين للدقائق الخفية - لسليمان بن عمر العجيلي المعروف بالجمل.
- حاشية العلامة الصاوي على تفسير الجلالين - لأحمد بن محمد الصاوي المالكي.
- حاشية الكمالين على الجلالين - لسلام الله بن فخر الدين الدهلوي.

ولقد خرّج إبراهيم بن محمد أبو سليمان الأحاديث المذكورة بالتفسير في رسالة ماجستير قدمها لجامعة أم القرى سنة 1403 هـ.

## الطبع
طٌبع التفسير غير مرة، ومن الطبعات المبكرة:
- طبعة بولاق سنة 1280 هـ، وأعيد طبعه مرة ثانية سنة 1298 هـ.
- طبعة المطبعة البهية بالقاهرة سنة 1302 هـ.
- طبعة المطبعة الميمنية بمصر سنة 1312 هـ.[5]